# 국가지원지방도 제97호선
국가지원지방도 제97호선(번영로)은 제주특별자치도 서귀포시 표선면 표선리 교차로와 제주시 건입동 국립제주박물관 교차로를 잇는 도로로, 현재 존재하는 제주특별자치도의 유일한 국가지원지방도이다. 번영로라는 이름이 있다. 이전에는 동부산업도로 혹은 동부관광도로라고 불리기도 했다. 국가지원지방도로 승격되기 전에는 지방도 제1113호선이었다.

## 역사
본래 번영로라고 불리는 도로는 제주시 관덕정에서 시작해 동문통이라고 불렸던 과거 동양극장 북쪽을 지나 우석목거리, 사라봉입구, 고매장, 거로(화북2동), 봉개, 동원(조천읍 와흘리), 대천동을 지나 성읍까지 이어지는 도로였다. 이 도로는 과거 제주목사가 행차하던 길로 알려지고 있다.
1938년 12월 1일에 지방도로 지정되었으며 1996년 국가지원지방도로 승격되기까지 지방도 제1113호선으로 되어 있었다. 1967년에 폭 7m의 2차선 도로로 확장하고 1973년에는 인근 주민들이 비용과 건설 노동력에 일조하여 표선 ~ 성읍 구간을 포장하였다. 당시 주민들이 부담한 금액은 건설 비용 2,600만원, 노동력 가치 1,700만원이었다고 한다. 1975년에는 표선 ~ 가시 ~ 교래 구간 총 18.2km가 포장되었고, 1988년 제주시 근로청소년회관 ~ 대천동 구간이 포장되어 1989년에 전 구간이 도로 포장을 완료했다. 이 도로를 통해 제주시에서 표선면까지 이동하는 시간이 과거 약 2시간 걸리던 것이 약 30분 수준으로 크게 단축되었다.
1994년 지방도 제1113호선을 '표선 ~ 제주선'이라는 이름으로 국도 제97호선을 신설하기로 계획되었고, 당시 연장은 35km로 정해져 있었다. 그러나 국가 재정 부족으로 국도로 승격되지 못했으며 이 계획은 폐기되지 않고 그대로 국가지원지방도로 지정되었다.

## 연혁
- 1938년 12월 1일: 지방도 지정[4]
- 1990년 8월 22일: 도로명을 동부산업도로로 지정[5]
- 1996년 7월 19일: 제주도 남제주군 표선면 ~ 제주도 제주시 구간을 국가지원지방도 제97호 남제주 ~ 제주선으로 지정[6]
- 2001년 3월 14일: 도로 명칭을 '동부산업도로'에서 동부관광도로로 변경[7]
- 2006년 9월 22일: 도로 명칭을 동부관광도로에서 번영로로 변경[8]
- 2008년 11월 17일: 국가지원지방도 제97호 서귀포 ~ 제주선으로 노선명 변경[9]
- 2024년 7월 3일: 번영로 봉개교차로~아봉로 연결 도시계획도로(길이 795m, 폭 25m) 개통[10]

## 주요 경유지
제주특별자치도
- 서귀포시 표선면 - 제주시 (구좌읍 - 조천읍 - 회천동 - 봉개동 - 영평동 - 화북2동 - 건입동)

## 노선
| 이름                          | 접속 노선                                        | 소재지                                           | 소재지                       | 비고                     |
| ----------------------------- | ------------------------------------------------ | ------------------------------------------------ | ---------------------------- | ------------------------ |
| 표선리 교차로                 | 민속해안로 표선백사로                            | 서귀포시                                         | 표선면                       | 기점                     |
| (표선리사거리)                | 표선동서로                                       | 서귀포시                                         | 표선면                       |                          |
| 표선면행정복지센터 표선중학교 |                                                  | 서귀포시                                         | 표선면                       |                          |
| 표선 교차로                   | 지방도 제1132호선 (일주동로)                     | 서귀포시                                         | 표선면                       |                          |
| 달산 교차로                   | 번영로3428번길                                   | 서귀포시                                         | 표선면                       |                          |
| 하천 교차로                   | 한마음초등로                                     | 서귀포시                                         | 표선면                       |                          |
| 제주해안경비단                |                                                  | 서귀포시                                         | 표선면                       |                          |
| 신풍입구 교차로               | 풍천로273번길                                    | 서귀포시                                         | 표선면                       |                          |
| 정의골 교차로                 | 성읍민속로 세성로                                | 서귀포시                                         | 표선면                       |                          |
| 성읍 교차로                   | 지방도 제1119호선 지방도 제1136호선 (중산간동로) | 서귀포시                                         | 표선면                       |                          |
| 서하 교차로                   |                                                  | 서귀포시                                         | 표선면                       |                          |
| 민속마을입구 교차로           | 성읍민속로                                       | 서귀포시                                         | 표선면                       |                          |
| 공연장입구 교차로             |                                                  | 서귀포시                                         | 표선면                       |                          |
| 제2성읍교                     |                                                  | 서귀포시                                         | 표선면                       |                          |
| 성읍2리입구 교차로            | 성읍이리로                                       | 서귀포시                                         | 표선면                       |                          |
| 남영 교차로                   |                                                  | 서귀포시                                         | 표선면                       |                          |
| 성읍1교                       |                                                  | 서귀포시                                         | 표선면                       |                          |
| 제주시                        | 구좌읍                                           |                                                  |                              |                          |
| 제주시                        | 구좌읍                                           | 성불 교차로                                      |                              |                          |
| 제주시                        | 구좌읍                                           | 성불2교                                          |                              |                          |
| 제주시                        | 구좌읍                                           | 대천 교차로                                      | 지방도 제1112호선 (비자림로) |                          |
| 제주시                        | 구좌읍                                           | 대선교                                           |                              |                          |
| 제주시                        | 구좌읍                                           | 고령밭 교차로                                    |                              |                          |
| 제주시                        | 선화 교차로                                      | 선교로                                           | 조천읍                       |                          |
| 제주시                        | 선진 교차로                                      | 선진길                                           | 조천읍                       |                          |
| 제주시                        | 우진 교차로                                      | 우진길                                           | 조천읍                       |                          |
| 제주시                        | 도깨비공원입구 교차로                            |                                                  | 조천읍                       |                          |
| 제주시                        | 대흘 교차로                                      | 미래로                                           | 조천읍                       |                          |
| 제주시                        | 남조로 교차로                                    | 지방도 제1118호선 (남조로)                       | 조천읍                       |                          |
| 제주시                        | 와흘 교차로                                      | 와흘로                                           | 조천읍                       |                          |
| 제주시                        | 회천 교차로                                      | 종인내길 와흘전1길                               | 조천읍                       |                          |
| 제주시                        | 버으내 교차로                                    | 송이길                                           | 봉개동                       |                          |
| 제주시                        | 명도암 교차로                                    | 명림로                                           | 봉개동                       |                          |
| 제주시                        | 봉개 교차로                                      | 지방도 제1122호선 지방도 제1136호선 (중산간동로) | 봉개동                       | 지방도 제1136호선과 중복 |
| 제주시                        | 봉개초등학교                                     |                                                  | 봉개동                       | 지방도 제1136호선과 중복 |
| 제주시                        | (이름 없음)                                      | 삼봉로                                           | 봉개동                       | 지방도 제1136호선과 중복 |
| 제주시                        | 대기고앞 교차로                                  | 지방도 제1136호선 (아봉로)                       | 봉개동                       | 지방도 제1136호선과 중복 |
| 제주시                        | 봉개교                                           |                                                  | 봉개동                       |                          |
| 제주시                        | 아라동                                           |                                                  |                              |                          |
| 제주시                        | 부록교                                           |                                                  | 화북동                       |                          |
| 제주시                        | (이름 없음)                                      | 연북로                                           | 화북동                       |                          |
| 제주시                        | 제1거로교                                        |                                                  | 화북동                       |                          |
| 제주시                        | 건입동                                           |                                                  |                              |                          |
| 제주시                        | 거로사거리                                       | 연삼로                                           |                              |                          |
| 제주시                        | 국립제주박물관 교차로                            | 지방도 제1132호선 (동광로) (일주동로) 동문로     | 종점                         |                          |

## 도로명
- 서귀포시 표선면 표선리 교차로 ~ 표선 교차로 : 표선중앙로
- 서귀포시 표선면 표선 교차로 ~ 제주시 건입동 국립제주박물관 교차로 : 번영로

## 주요 건물
| 건물명             | 도로명주소                                    |
| ------------------ | --------------------------------------------- |
| 한국항공우주연구원 | 제주특별자치도 서귀포시 표선면 번영로 3118-38 |
| 표선청년회의소     | 제주특별자치도 서귀포시 표선면 번영로 3493    |